# Grand Prix Velké Británie 1979
Grand Prix Velké Británie 1979 (oficiálně XXXII Marlboro British Grand Prix) se jela na okruhu Silverstone v Silverstonu ve Velké Británii dne 14. července 1979. Závod byl devátým v pořadí v sezóně 1979 šampionátu Formule 1.

## Závod
| Poř.   | No. | Jezdec                | Konstruktér        | Počet kol | Čas/Odstoupení    | Pořadí na startu | Body |
| ------ | --- | --------------------- | ------------------ | --------- | ----------------- | ---------------- | ---- |
| 1      | 28  | Clay Regazzoni        | Williams-Ford      | 68        | 1:26:11.17        | 4                | 9    |
| 2      | 16  | René Arnoux           | Renault            | 68        | + 24.28           | 5                | 6    |
| 3      | 4   | Jean-Pierre Jarier    | Tyrrell-Ford       | 67        | + 1 kolo          | 16               | 4    |
| 4      | 7   | John Watson           | McLaren-Ford       | 67        | + 1 kolo          | 7                | 3    |
| 5      | 11  | Jody Scheckter        | Ferrari            | 67        | + 1 kolo          | 11               | 2    |
| 6      | 25  | Jacky Ickx            | Ligier-Ford        | 67        | + 1 kolo          | 17               | 1    |
| 7      | 8   | Patrick Tambay        | McLaren-Ford       | 66        | Nedostatek paliva | 18               |      |
| 8      | 2   | Carlos Reutemann      | Lotus-Ford         | 66        | + 2 kola          | 8                |      |
| 9      | 31  | Héctor Rebaque        | Lotus-Ford         | 66        | + 2 kola          | 24               |      |
| 10     | 3   | Didier Pironi         | Tyrrell-Ford       | 66        | + 2 kola          | 15               |      |
| 11     | 17  | Jan Lammers           | Shadow-Ford        | 65        | + 3 kola          | 21               |      |
| 12     | 18  | Elio de Angelis       | Shadow-Ford        | 65        | + 3 kola          | 12               |      |
| 13     | 22  | Patrick Gaillard      | Ensign-Ford        | 65        | + 3 kola          | 23               |      |
| 14     | 12  | Gilles Villeneuve     | Ferrari            | 63        | Palivový systém   | 13               |      |
| Ret    | 29  | Riccardo Patrese      | Arrows-Ford        | 45        | Převodovka        | 19               |      |
| Ret    | 26  | Jacques Laffite       | Ligier-Ford        | 44        | Motor             | 10               |      |
| Ret    | 20  | Keke Rosberg          | Wolf-Ford          | 44        | Palivový systém   | 14               |      |
| Ret    | 27  | Alan Jones            | Williams-Ford      | 38        | Vodní čerpadlo    | 1                |      |
| Ret    | 30  | Jochen Mass           | Arrows-Ford        | 37        | Převodovka        | 20               |      |
| Ret    | 14  | Emerson Fittipaldi    | Fittipaldi-Ford    | 25        | Motor             | 22               |      |
| Ret    | 15  | Jean-Pierre Jabouille | Renault            | 21        | Turbo             | 2                |      |
| Ret    | 5   | Niki Lauda            | Brabham-Alfa Romeo | 12        | Brzdy             | 6                |      |
| Ret    | 1   | Mario Andretti        | Lotus-Ford         | 3         | Ložisko           | 9                |      |
| Ret    | 6   | Nelson Piquet         | Brabham-Alfa Romeo | 1         | Smyk              | 3                |      |
| DNQ    | 9   | Hans-Joachim Stuck    | ATS-Ford           |           |                   |                  |      |
| DNQ    | 24  | Arturo Merzario       | Merzario-Ford      |           |                   |                  |      |
| Zdroj: |     |                       |                    |           |                   |                  |      |

## Průběžné pořadí po závodě
Pohár jezdců
| Pořadí | Jezdec            | Body    |
| ------ | ----------------- | ------- |
| 1      | Jody Scheckter    | 32 (36) |
| 2      | Gilles Villeneuve | 26      |
| 3      | Jacques Laffite   | 24      |
| 4      | Patrick Depailler | 20 (22) |
| 5      | Carlos Reutemann  | 20 (25) |
| Zdroj: |                   |         |

Pohár konstruktérů
| Pořadí | Konstruktér   | Body |
| ------ | ------------- | ---- |
| 1      | Ferrari       | 62   |
| 2      | Ligier-Ford   | 47   |
| 3      | Lotus-Ford    | 37   |
| 4      | Williams-Ford | 23   |
| 5      | Tyrrell-Ford  | 21   |
| Zdroj: |               |      |